# 시엠프레 테 아마레
《시엠프레 테 아마레》(스페인어: Siempre te amaré)은 2000년 방영된 멕시코의 텔레노벨라이다.